# Koninkrijk Rarotonga
Het Koninkrijk Rarotonga, vernoemd naar het eiland Rarotonga was een onafhankelijk koninkrijk dat zich bevond in de huidige Cookeilanden en uitgeroepen werd in 1858. In 1888 werd het koninkrijk uit vrije wil een protectoraat van het Britse Rijk. In 1893 werd de naam veranderd in Cookeilandenfederatie.
In 1901 werden de Cookeilanden getransfereerd naar Nieuw-Zeeland en werd daar een protectoraat van, een status die het tot 1965 behield.